# المسجد الجامع (بلاكبيرن)
المسجد الجامع (بلاكبيرن) هو مسجد في بلاكبيرن، لانكشر، إنجلترا. أسس في بيت في عام 1962 ميلادية. أصبح المسجد الأول في لانكشر. واعترف به مسجدا مركزيا رسميا لبلاكبيرن.

## وصلات خارجية
- الموقع الرسمي للمسجد